# Bohdan Stupka
Bohdan Silvestrovič Stupka (ukr. Богдан Сильвестрович Ступка); (Ukrajina, Kulikiv, 27. kolovoza 1941. – Kijev, Ukrajina 22. srpnja 2012.); ukrajinski je kazališni i filmski glumac, dobitnik nekoliko ukrajinskih i međunarodnih nagrada. Izvan Ukrajine, Stupka je posebno popularan u Poljskoj i Rusiji gdje je odigrao niz zahtjevnih filmskih uloga, između ostalih i glavnu ulogu u nedavno snimljenom ruskom filmu Taras Buljba.

## Poznati filmovi
- "Bijela ptica s crnom oznakom" (Ukrajina, 1970.);[2]
- "Ukradena čast" (Ukrajina, 1984.);[3]
- "Vatrom i mačem" (Poljska, 1999.);[4]
- "Antička priča - kad je Sunce bilo Bog" (Poljska, 2003.);[5]
- "Taras Buljba" (Rusija, 2009.).

## Vanjske poveznice
- Stranice Bohdana Stupke na IMDb
- Humanitaran doprinos Bohdana Stupke (rus.)
- Stranice Bohdana Stupke u ruskoj kinomatografiji (rus.)